# Martinskirken
Martinskirken (eller Martins Kirke) er en kirke på Martinsvej på Frederiksberg.
Kirken er oprettet for den af pastor N.P. Grunnet 1855 stiftede evangelisk-lutherske menighed, der hører til frikirken i Danmark. Den er opført 1877 (grundsten nedlagt 18. marts, indviet 19. august) for ca. 30.000 kr. (1900-kroner) efter tegning af arkitekterne Alfred Jensen og August Johansen på granitsokkel af røde mursten med tårn med spir (70 fod højt), ved gavlen ud til gaden og tilbygning med tværgavle ved korenden. Det indre har orgel, over indgangen tøndehvælv. Krucifiks på alteret og et maleri Christus over kornichen. Der er ca. 140 pladser.